# Dicranum incanum
Dicranum incanum är en bladmossart som beskrevs av Mitten in J. D. Hooker 1867. Dicranum incanum ingår i släktet kvastmossor, och familjen Dicranaceae. Inga underarter finns listade i Catalogue of Life.